# کلاینبرمباخ
کلاینبرمباخ (به آلمانی: Kleinbrembach) یک شهر در آلمان است که در زومردا واقع شده‌است. کلاینبرمباخ ۳۲۶ نفر جمعیت دارد.